# Diritti LGBT in Benin

I diritti per le persone lesbiche, gay, bisessuali e transgender (LGBT) in Benin non sono gli stessi di quelli riservati alle persone non LGBT. Sebbene l'omosessualità maschile e femminile sia legale nel Benin gli omosessuali continuano ad affrontare una persecuzione diffusa e raramente dichiarano apertamente la propria sessualità e orientamento di genere.

## Leggi sull'omosessualità
L'omosessualità è legale in Benin con l'età del consenso fissata a 21 anni. Il codice penale in vigore in Benin è in realtà il codice penale dell'Africa occidentale francese adottato dal decreto coloniale francese il 6 maggio 1877.
Un emendamento del 1947 al Codice penale del 1877 stabiliva un limite di età generale di 13 anni per i rapporti sessuali, indipendentemente dal sesso dell'individuo, ma penalizzava qualsiasi atto indecente o contrario alla natura se commesso con una persona dello stesso sesso sotto i 21 anni: "Senza pregiudizi a pene più severe prescritte dai paragrafi che precedono o dagli articoli 332 e 333 del presente codice, è punito con la reclusione da sei mesi a tre anni e una multa da 200 a 50.000 franchi chiunque commetta un atto indecente o [un atto] contro la natura con un minore ... dello stesso sesso sotto i 21 anni".
L'articolo 88 della bozza di codice penale del Benin del 1996 recitava: "Chiunque compia un atto indecente o un atto contro natura con un individuo dello stesso sesso sarà punito con la reclusione da 1 a 3 anni e una multa da 100.000 a 500.000 franchi". La bozza, tuttavia, non è mai stata votata in legge.
In risposta alla rivista periodica universale dell'UNHRC del 2008, il rappresentante del Benin ha dichiarato: "[riguardo al] problema dell'omosessualità, il fenomeno non è ignorato, ma marginale. 
Le famiglie non permetterebbero mai che i loro figli siano portati in tribunale per un simile reato, quindi nessuna sentenza penale è mai stata emanata, sebbene sia prevista dalla legge".
Ma questa risposta ufficiale è imprecisa perché l'Assemblea Nazionale del Benin ha pensato di rivedere il codice penale nel 1996, 2001, 2008 e 2010 senza mai ideare un codice penale contemporaneo che affronti le relazioni omosessuali. 
Quindi, l'unica legge in vigore per le relazioni omosessuali è del 1949, che stabilisce un'età disuguale di consenso per le relazioni sessuali eterosessuali e omosessuali.
Il 4 marzo 2013, l'ambasciatore francese ha invitato il ministro della Giustizia del Benin in un incontro per discutere la risposta ufficiale del Benin alla rivista periodica universale dell'UNHRC del 2012. Il Benin ha respinto le raccomandazioni degli stati che chiedono al Benin di migliorare la situazione delle persone LGBT.

## Riconoscimento delle relazioni tra persone dello stesso sesso
Non vi è alcun riconoscimento dei diritti legali per le coppie formate da persone dello stesso sesso.
Il governo ha riconosciuto le relazioni omosessuali dei membri del corpo diplomatico collegato al Benin, concedendo visti diplomatici e l'immunità diplomatica ai partner dello stesso sesso dei diplomatici stranieri in Benin.

## Adozione
L'articolo 96 del Codice dell'infanzia del Benin (Legge 2015-08) stabilisce che l'adozione nazionale completa può essere richiesta dalle coppie sposate e da qualsiasi persona single. Inoltre, l'articolo 104(d) sui "Criteri di ammissione di un adottante internazionale" stabilisce che una coppia straniera che desidera adottare un bambino di nazionalità beninese non deve essere omosessuale.

## Protezioni contro la discriminazione
Non esiste alcuna protezione legale contro la discriminazione basata sull'orientamento sessuale, sebbene l'articolo 36 della Costituzione del Benin affermi: "Ogni Beniniano ha il dovere di rispettare e di considerare i propri parenti senza alcuna discriminazione e di mantenere relazioni, con le altre persone, che consentano la salvaguardia, il rafforzamento e la promozione del rispetto, del dialogo e della tolleranza reciproca in vista della pace e della coesione nazionale".

## Donazione di sangue
Non esistono restrizioni specifiche per le persone LGBT secondo il decreto n. 1999-639 sulla "Regolamentazione della donazione di sangue intero e della distribuzione del sangue e dei derivati del sangue nella Repubblica del Benin", né secondo l'Agenzia nazionale per la trasfusione del sangue.

## Condizioni sociali
La relazione sui diritti umani del Dipartimento di Stato degli Stati Uniti del 2012 ha rilevato che "non sono stati segnalati casi criminali che coinvolgono l'omosessualità, né vi sono state segnalazioni di discriminazione o violenza sulla base dell'orientamento sessuale di una persona".
Tuttavia, il rapporto del Dipartimento di Stato americano è gravemente incompleto. I residenti LGBT in Benin che dichiarano il proprio orientamento sessuale devono affrontare discriminazioni, molestie, violenze ed estorsioni.
Il 17 maggio 2013 le associazioni LGBT di Cotonou hanno organizzato un evento pubblico a sostegno della Giornata internazionale contro l'omofobia, la bifobia e la transfobia presso l'Institut Français di Cotonou che ha richiamato un pubblico eterogeneo di 200 persone.

## Tabella riassuntiva
| Attività e relazioni sessuali legali                                    | (da sempre legale) |
| Parità dell'età di consenso                                             | No                 |
| Leggi anti-discriminazione sul lavoro                                   | No                 |
| Leggi anti-discriminazione nella fornitura di beni e serviziDiritti LGB | No                 |
| Leggi anti-discriminazione in tutti gli altri settori                   | No                 |
| Matrimonio egualitario                                                  | No                 |
| Unione civile                                                           | No                 |
| Adozione                                                                | No                 |
| Autorizzazione a prestare servizio nelle forze armate                   |                    |
| Diritto di cambiare legalmente sesso                                    |                    |
| Surrogazione di maternità                                               | No                 |
| Permesso alle donne lesbiche di accedere alla fecondazione in vitro     | No                 |
| Permessa la donazione di sangue per le persone omosessuali              | No                 |